# Sophronica subimproba
Sophronica subimproba là một loài bọ cánh cứng trong họ Cerambycidae.